# باكو مينينديث
باكو مينينديث (بالإسبانية: Paco Menéndez)‏ هو مهندس اتصالات ومطور برمجيات ومبرمج ألعاب إسباني، ولد في 1965 في أفيليس في إسبانيا، وتوفي في 1999 في إشبيلية في إسبانيا.